# Liga ARC 2010
La temporada 2010 de la Liga ARC es la quinta edición desde que se iniciara la competición de traineras organizada por la Asociación de Remo del Cantábrico en 2006. Se compone de dos grupos de 12 y 16 equipos respectivamente. La temporada regular comenzó el 20 de junio en Luanco (Asturias) y terminó el 4 de septiembre en Portugalete (Vizcaya). Posteriormente, se disputaron los play-off para el ascenso a la Liga ACT y entre los dos grupos de la Liga ARC.

## Sistema de competición
La Liga ARC está dividida en 2 grupos cada uno de los cuales disputa un calendario de regatas propio. Al finalizar la liga regular y para decidir los ascensos y descensos entre la Liga ACT y los 2 grupos de la Liga ARC se disputan sendos play-off:
- Play-off de ascenso a Liga ACT: se disputa 1 plaza en la Liga ACT entre el penúltimo clasificado de dicha competición, ya que el último desciende directamente, los 2 primeros del Grupo 1 y los 2 primeros de la Liga LGT.
- Play-off entre grupos ARC: el campeón del Grupo 2 asciende directamente al Grupo 1 y la última plaza del Grupo 1 se disputa entre los dos últimos clasificados del Grupo 1 y el segundo y tercero del Grupo 2.

## Calendario
Las siguientes regatas están programadas para tener lugar en 2010.

### Grupo 1
| Orden | Regata                                        | Fecha        | Localidad         | Provincia |
| ----- | --------------------------------------------- | ------------ | ----------------- | --------- |
| 1     | III Gran Premio Metro Donostialdea            | 26 de junio  | San Sebastián     | Guipúzcoa |
| 2     | XIII Bandera de La Rioja                      | 27 de junio  | El Rasillo        | La Rioja  |
| 3     | XXIII Bandera de Elantxobe                    | 4 de julio   | Elanchove         | Vizcaya   |
| 4     | XIII Bandera de Trintxerpe                    | 10 de julio  | Pasajes           | Guipúzcoa |
| 5     | XX Bandera Ayuntamiento de Camargo            | 11 de julio  | Camargo           | Cantabria |
| 6     | XXXI Bandera Iltmo. Ayuntamiento de Santurtzi | 17 de julio  | Santurce          | Vizcaya   |
| 7     | III Bandera Fiesta del Besugo-Orio Estilora   | 18 de julio  | Orio              | Guipúzcoa |
| 8     | XXVI El Correo Ikurriña-Gran Premio BBK       | 25 de julio  | Lequeitio         | Vizcaya   |
| 9     | VII Bandera del Puerto Viejo de Algorta       | 1 de agosto  | Algorta           | Vizcaya   |
| 10    | XXII Bandera de Plencia                       | 7 de agosto  | Plencia           | Vizcaya   |
| 11    | Bandera Liga ARC de Pasajes                   | 14 de agosto | Pasajes San Pedro | Guipúzcoa |
| 12    | XV Regata Promoción de Fuenterrabía           | 21 de agosto | Fuenterrabía      | Guipúzcoa |
| 13    | XXXIII Villa de Bilbao                        | 22 de agosto | Bilbao            | Vizcaya   |
| 14    | XXVII Bandera Petronor                        | 28 de agosto | Ciérvana          | Vizcaya   |

### Grupo 2
| Orden | Regata                                                  | Fecha           | Localidad            | Provincia |
| ----- | ------------------------------------------------------- | --------------- | -------------------- | --------- |
| 1     | VI Bandera de Gozón                                     | 20 de junio     | Luanco               | Asturias  |
| 2     | XII Bandera de Mundaca                                  | 27 de junio     | Mundaca              | Vizcaya   |
| 3     | XX Bandera de San Juan de Luz                           | 4 de julio      | San Juan de Luz      | Francia   |
| 4     | XIII Bandera de Las Arenas                              | 10 de julio     | Las Arenas           | Vizcaya   |
| 5     | I Bandera de San Pedro                                  | 11 de julio     | Pasajes de San Pedro | Guipúzcoa |
| 6     | II Bandera Donostiarra                                  | 17 de julio     | San Sebastián        | Guipúzcoa |
| 7     | IV Bandera de Hibaika                                   | 18 de julio     | Pasajes de San Pedro | Guipúzcoa |
| 8     | XLI Bandera de Santander                                | 25 de julio     | Santander            | Cantabria |
| 9     | II Bandera de Zumaya                                    | 31 de julio     | Zumaya               | Guipúzcoa |
| 10    | II Bandera Ciudad de Avilés                             | 1 de agosto     | Avilés               | Asturias  |
| 11    | XXVI Bandera de Ondárroa                                | 7 de agosto     | Ondárroa             | Vizcaya   |
| 12    | I Bandera de Guetaria                                   | 8 de agosto     | Guetaria             | Guipúzcoa |
| 13    | I Bandera de Zarauz                                     | 14 de agosto    | Zarauz               | Guipúzcoa |
| 14    | XXXVIII Bandera Ciudad de Castro-IV Mem. Avelino Ibáñez | 15 de agosto    | Castro-Urdiales      | Cantabria |
| 15    | XXIII Bandera de Erandio                                | 21 de agosto    | Luchana              | Vizcaya   |
| 16    | XVII Bandera Ría del Asón                               | 28 de agosto    | Colindres            | Cantabria |
| 17    | XL Bandera Excmo. Ayuntamiento de Santoña               | 29 de agosto    | Santoña              | Cantabria |
| 18    | XXIX Noble Villa de Portugalete                         | 4 de septiembre | Portugalete          | Vizcaya   |

### Play-off de ascenso a Liga ACT
| Orden | Regata      | Fecha            | Provincia |
| ----- | ----------- | ---------------- | --------- |
| 1     | Bermeo      | 18 de septiembre | Vizcaya   |
| 2     | Portugalete | 19 de septiembre | Vizcaya   |

### Play-off entre grupos
| Orden | Regata          | Fecha           | Localidad   | Provincia |
| ----- | --------------- | --------------- | ----------- | --------- |
| 1     | Prueba "En ría" | 4 de septiembre | Portugalete | Vizcaya   |
| 2     | Prueba "En mar" | 5 de septiembre | Zumaya      | Guipúzcoa |

La prueba "en ría" se desarrolla simultáneamente con la regata XXIX Noble Villa de Portugalete.

## Traineras participantes

### Grupo 1
| Equipo                          | Nombre de la Trainera | Localidad     | Provincia |
| ------------------------------- | --------------------- | ------------- | --------- |
| Arkote                          | Plentzitarra          | Plencia       | Vizcaya   |
| Busturialdea-Elantxobe          | Artarri               | Elanchove     | Vizcaya   |
| Camargo                         | Virgen del Carmen     | Camargo       | Cantabria |
| Deusto-Tecuni                   | Tomatera              | Bilbao        | Vizcaya   |
| Donostiarra                     | Torrekua              | San Sebastián | Guipúzcoa |
| Getxo                           | Goizeko Izarra        | Guecho        | Vizcaya   |
| Hondarribia B                   | Ama Guadalupekoa      | Fuenterrabía  | Guipúzcoa |
| Super BM-Isuntza-Grafilur       | Lekittarra            | Lequeitio     | Vizcaya   |
| Orio B-Grupo Eibar              | Txiki                 | Orio          | Guipúzcoa |
| Santurtzi-Iberdrola             | Sotera                | Santurce      | Vizcaya   |
| Trintxerpe-Funeraria Vascongada | Azkuene               | Pasajes       | Guipúzcoa |
| Zierbena-Bahías de Bizkaia      | Bahías de Bizkaia     | Ciérvana      | Vizcaya   |

### Grupo 2
| Equipo                 | Nombre de la Trainera | Localidad            | Provincia |
| ---------------------- | --------------------- | -------------------- | --------- |
| Castro B               | La Marinera           | Castro-Urdiales      | Cantabria |
| Ciudad de Santander    | Virgen del Mar        | Santander            | Cantabria |
| Colindres              | San Ginés             | Colindres            | Cantabria |
| Donostiarra B          | Torrekua              | San Sebastián        | Guipúzcoa |
| Getaria-Indaux         | Esperantza            | Guetaria             | Guipúzcoa |
| Hibaika                | Madalen               | Rentería             | Guipúzcoa |
| Luanco                 | Luanquina             | Luanco               | Asturias  |
| Lutxana                | Erandiotarra          | Erandio              | Vizcaya   |
| Naturhouse-Mundaka     | Mundakarra            | Mundaca              | Vizcaya   |
| Ondarroa               | Antiguako ama         | Ondárroa             | Vizcaya   |
| Portugalete-Ballonti   | Jarrillera            | Portugalete          | Vizcaya   |
| Raspas                 | Areatarra             | Las Arenas (Guecho)  | Vizcaya   |
| San Pedro B            | Libia                 | Pasajes de San Pedro | Guipúzcoa |
| Santoña                | Virgen del Puerto     | Santoña              | Cantabria |
| Zarautz B              | Enbata                | Zarauz               | Guipúzcoa |
| Zumaia B-Altuna y Uría | Telmo Deun            | Zumaya               | Guipúzcoa |

### Equipos por provincia
| Provincia | Grupo | N. | Equipos |
| --------- | ----- | -- | --- |
| Vizcaya   | 1     | 7  | Arkote, Busturialdea-Elantxobe, Deusto-Tecuni, Getxo, Super BM-Isuntza-Grafilur, Santurtzi-Iberdrola, Zierbena-Bahías de Bizkaia |
| Vizcaya   | 2     | 5  | Lutxana, Naturhouse-Mundaka, Ondarroa, Portugalete-Ballonti, Raspas                                                              |
| Vizcaya   | TOTAL | 12 | |
| Guipúzcoa | 1     | 4  | Donostiarra, Hondarribia B, Orio B-Grupo Eibar, Trintxerpe-Funeraria Vascongada                                                  |
| Guipúzcoa | 2     | 6  | Donostiarra B, Getaria-Indaux, Hibaika, San Pedro B, Zarautz B, Zumaia B-Altuna y Uría                                           |
| Guipúzcoa | TOTAL | 10 | |
| Cantabria | 1     | 1  | Camargo |
| Cantabria | 2     | 4  | Castro B, Ciudad de Santander, Colindres, Santoña                                                                                |
| Cantabria | TOTAL | 5  | |
| Asturias  | 1     | 0  | - |
| Asturias  | 2     | 1  | Luanco |
| Asturias  | TOTAL | 1  | |

### Ascensos y descensos
| Pos. | Descendido de Liga ACT |
| ---- | ---------------------- |
| 12.º | Arkote                 |

| Pos.  | Ascendidos de Grupo 2                |
| ----- | ------------------------------------ |
| 1.º   | Deusto-Tecuni                        |
| Prom. | Trintxerpe-Funeraria Vascongada (2º) |
| Prom. | Getxo (3º)                           |

| Pos.  | Descendidos de Grupo 1 |
| ----- | ---------------------- |
| Prom. | Ondarroa (11º)         |
| 12.º  | Portugalete-Ballonti   |

| Pos. | Nueva inscripción |
| ---- | ----------------- |
| -    | Castro B          |
| -    | Getaria-Indaux    |
| -    | San Pedro B       |
| -    | Zarautz B         |

     Ascenso directo.

     Ascenso después de play-off.

     Descenso directo ordinario.

     Descenso después de play-off.

     Nueva inscripción.

## Clasificación
A continuación se recoge la clasificación en cada una de las regatas disputadas en cada grupo.

### Grupo 1
Los puntos se reparten entre los doce participantes en cada regata.
| Posición | 1.º | 2.º | 3.º | 4.º | 5.º | 6.º | 7.º | 8.º | 9.º | 10.º | 11.º | 12.º |
| Puntos   | 12  | 11  | 10  | 9   | 8   | 7   | 6   | 5   | 4   | 3    | 2    | 1    |

| Pos. | Club                            | Trainera          | 1 DON | 2 RIO | 3 ELA | 4 TRI | 5 CAM | 6 SCE | 7 BES | 8 CORK | 9 ALG | 10 PLE | 11 PAS | 12 PRO | 13 BIL | 14 PET | Puntos |
| ---- | ------------------------------- | ----------------- | ----- | ----- | ----- | ----- | ----- | ----- | ----- | ------ | ----- | ------ | ------ | ------ | ------ | ------ | ------ |
| 1    | Santurtzi-Iberdrola             | Sotera            | 2     | 4     | 5     | 2     | 2     | 1     | 1     | 1      | 3     | 3      | 3      | 3      | 1      | 3      | 148    |
| 2    | Camargo                         | Virgen del Carmen | 7     | 2     | 1     | 1     | 1     | 4     | 6     | 2      | 1     | 2      | 1      | 1      | 4      | 2      | 147    |
| 3    | Super BM-Isuntza-Grafilur       | Lekittarra        | 1     | 3     | 2     | 4     | 5     | 3     | 2     | 3      | 2     | 1      | 4      | 4      | 2      | 4      | 142    |
| 4    | Zierbena-Bahías de Bizkaia      | Bahías de Bizkaia | 6     | 1     | 3     | 3     | 4     | 5     | 4     | 4      | 4     | 4      | 2      | 2      | 3      | 1      | 136    |
| 5    | Donostiarra                     | Torrekua          | 4     | 5     | 7     | 5     | 3     | 2     | 3     | 6      | 6     | 6      | 5      | 5      | 6      | 5      | 114    |
| 6    | Orio B-Grupo Eibar              | Txiki             | 3     | 8     | 4     | 6     | 7     | 7     | 5     | 5      | 5     | 5      | 6      | 6      | 5      | 7      | 103    |
| 7    | Deusto-Tecuni                   | Tomatera          | 5     | 7     | 9     | 7     | 6     | 6     | 10    | 7      | 8     | 7      | 12     | 11     | 7      | 12     | 68     |
| 8    | Hondarribia B                   | Ama Guadalupekoa  | 9     | 9     | 6     | 8     | 10    | 8     | 8     | 10     | 7     | 11     | 8      | 9      | 8      | 11     | 60     |
| 9    | Arkote                          | Plentzitarra      | 11    | 11    | 8     | 10    | 8     | 9     | 7     | 9      | 9     | 8      | 9      | 7      | 12     | 8      | 56     |
| 10   | Getxo                           | Goizeko Izarra    | 8     | 6     | 11    | 9     | 12    | 10    | 11    | 12     | 10    | 9      | 10     | 8      | 11     | 9      | 46     |
| 11   | Busturialdea-Elantxobe          | Artarri           | 12    | 10    | 12    | 11    | 11    | 12    | 9     | 8      | 11    | 10     | 7      | 10     | 9      | 6      | 44     |
| 12   | Trintxerpe-Funeraria Vascongada | Azkuene           | 10    | 12    | 10    | 12    | 9     | 11    | 12    | 11     | 12    | 12     | 11     | 12     | 10     | 10     | 28     |

| Color  | Resultado |
| ------ | --------- |
| Oro    | Ganador   |
| Plata  | Segundo   |
| Bronce | Tercero   |
| Verde  | Puntuó    |

| Evolución de la clasificación general del Grupo 1                |                                                                  |
| ---------------------------------------------------------------- | ---------------------------------------------------------------- |
| Gráfico no disponible temporalmente debido a problemas técnicos. |                                                                  |
|                                                                  | Gráfico no disponible temporalmente debido a problemas técnicos. |

### Grupo 2
Los puntos se reparten entre los dieciséis participantes en cada regata.
| Posición | 1.º | 2.º | 3.º | 4.º | 5.º | 6.º | 7.º | 8.º | 9.º | 10.º | 11.º | 12.º | 13.º | 14.º | 15.º | 16.º |
| Puntos   | 16  | 15  | 14  | 13  | 12  | 11  | 10  | 9   | 8   | 7    | 6    | 5    | 4    | 3    | 2    | 1    |

| Pos. | Club                   | Trainera          | 1 GOZ | 2 MUN | 3 LUZ | 4 ARE | 5 PED | 6 DON | 7 HIB | 8 SER | 9 ZUM | 10 AVI | 11 OND | 12 GUE | 13 ZAR | 14 CAS | 15 ERA | 16 ASO | 17 SÑA | 18 POR | Puntos |
| ---- | ---------------------- | ----------------- | ----- | ----- | ----- | ----- | ----- | ----- | ----- | ----- | ----- | ------ | ------ | ------ | ------ | ------ | ------ | ------ | ------ | ------ | ------ |
| 1    | Portugalete-Ballonti   | Jarrillera        | 1     | 12    | 1     | 1     | 2     | 3     | 4     | 5     | 1     | 2      | 3      | 2      | 1      | 2      | 8      | 1      | 5      | 3      | 236    |
| 2    | Santoña                | Virgen del Puerto | 4     | 4     | 8     | EX    | 1     | 7     | 1     | 1     | 4     | 1      | 2      | 1      | 9      | 1      | 3      | 2      | 1      | 2      | 222    |
| 3    | Zumaia B-Altuna y Uría | Telmo Deun        | 8     | 2     | 4     | 8     | 8     | 5     | 3     | 7     | 3     | 3      | 1      | 3      | 8      | 4      | 1      | 3      | 4      | 1      | 214    |
| 4    | Getaria-Indaux         | Esperantza        | 7     | 1     | 2     | 12    | 5     | 1     | 5     | 4     | 6     | 4      | 10     | 5      | 2      | 3      | 7      | 5      | 7      | 10     | 203    |
| 5    | Ondarroa               | Antiguako ama     | 2     | 7     | 3     | 9     | 11    | 2     | 8     | 2     | 2     | 5      | 4      | 10     | 4      | 6      | 11     | 6      | 11     | 12     | 186    |
| 6    | Colindres              | San Ginés         | 3     | 13    | 6     | 10    | 12    | 6     | 2     | 6     | 5     | 6      | 7      | 12     | 3      | 14     | 2      | 4      | 2      | 5      | 176    |
| 7    | Naturhouse-Mundaka     | Mundakarra        | 5     | 6     | 9     | 2     | 6     | 4     | 11    | 8     | 12    | 10     | 6      | 8      | 5      | 5      | 10     | 7      | 8      | 8      | 167    |
| 8    | Donostiarra B          | Torrekua          | 14    | 3     | 10    | 6     | 10    | 10    | 6     | 3     | 9     | 7      | 9      | 4      | 11     | 9      | 5      | 9      | 6      | 9      | 158    |
| 9    | Zarautz B              | Enbata            | 12    | 9     | 11    | 3     | 9     | 9     | 10    | 12    | 7     | 9      | 12     | 6      | 7      | 12     | 4      | 10     | 3      | 4      | 144    |
| 10   | Hibaika                | Madalen           | 9     | 11    | 7     | 11    | 3     | 8     | 9     | 11    | 8     | 8      | 8      | 7      | 13     | 7      | 9      | 8      | 9      | 6      | 143    |
| 11   | San Pedro B            | Libia             | 11    | EX    | 12    | 13    | 4     | 11    | 7     | 9     | 10    | 14     | 5      | 9      | 6      | 8      | 6      | 12     | 10     | 7      | 125    |
| 12   | Castro B               | La Marinera       | 6     | 10    | 5     | 14    | 7     | 15    | 13    | 14    | 11    | 12     | 15     | 15     | 14     | 13     | 15     | 14     | 14     | 15     | 82     |
| 13   | Ciudad de Santander    | Virgen del Mar    | 10    | 5     | 14    | 4     | 13    | 12    | 12    | 15    | 14    | 16     | 14     | 13     | 15     | 11     | 13     | 13     | 15     | 13     | 80     |
| 14   | Luanco                 | Luanquina         | 13    | 8     | 15    | 7     | 14    | 13    | 16    | 10    | 15    | 11     | 13     | 14     | 10     | 16     | 12     | 15     | 13     | 14     | 74     |
| 15   | Raspas                 | Areatarra         | 15    | 15    | 13    | 5     | 16    | 16    | 15    | 13    | 13    | 13     | 11     | 11     | 16     | 10     | 16     | 11     | 12     | 11     | 68     |
| 16   | Lutxana                | Erandiotarra      | 16    | 14    | 16    | 15    | 15    | 14    | 14    | 16    | 16    | 15     | 16     | 16     | 12     | 15     | 14     | 16     | 16     | 16     | 33     |

| Color     | Resultado     |
| --------- | ------------- |
| Oro       | Ganador       |
| Plata     | Segundo       |
| Bronce    | Tercero       |
| Verde     | Puntuó        |
| Sin color | EX - Excluido |

La Bandera Noble Villa de Portugalete no puntúa para la clasificación ya que incluye la disputa de la primera jornada de la eliminatoria entre grupos.